# 我的妹妹哪有這麼可愛！
《我的妹妹哪有這麼可愛！》是伏見司撰寫、神崎廣繪製插畫的日本輕小說，簡稱《俺妹》（／ Ore no Imōto、／ Oreimo），由電擊文庫（ASCII Media Works）出版發行。改編漫畫在《電擊G's magazine》2009年3月號起連載，池田櫻作畫，四集單行本於日本時間2009年10月27日至2011年4月27日發售。廣播劇CD於2010年4月8日起開始販售。改編動畫系列也陸續推出。

## 故事簡介
「我的妹妹絕不會叫人起床、做早飯、洗衣服；不僅這樣，近期非常藐視我，還把我當笨蛋看待，也完全不理會我，也不聽我講話。像這樣賢妻良母的舉動，是不可能發生的。還有，要我繼續說的話，我的妹妹哪有這麼可愛！」抱著這個想法的哥哥高坂京介（17歲）和妹妹高坂桐乃（14歲）兄妹兩人的關係近幾年處於代溝的狀態，京介認為這種關係今後可能會一直持續下去。某日在門口撿到從來沒看過的魔法少女動畫《星塵☆小魔女梅露露》（星くず☆うぃっちメルル）的DVD盒子，裡面竟然不是動畫的DVD，而是成人遊戲《和妹妹談戀愛吧♪》（妹と恋しよっ♪）的光碟。京介在晚餐時用梅露露的話題試探誰是光碟的物主，得到父母充滿偏見的否定意見以及桐乃的不安表情。發生許多事情後桐乃說出自己的一切，得知原來自己的妹妹迷上萌系動畫以及美少女遊戲中的妹系角色。得知桐乃這不為人知的天大秘密後，京介平凡、庸俗的人生就在今晚開始新的變化。

## 劇中用詞
本作裡雖然出現了許多實際存在於現實中的公司、事件、網頁等等，但在這裡要介紹的用詞為本作原創的：

### 企業・組織
艾莉絲+（Alice+）
在本作中登場的成人遊戲「萌妹夢工場EX系列」、「真妹大殲SISCALYPSE」 的製作公司。曾在夏Comi開設企業攤位。在動畫版中，艾莉絲+所製作的遊戲盒子以過場形式登場。
宅女集合
由沙織開設的女性專用SNS社群。成員人數大約20人。為了解決桐乃的煩惱，京介按照麻奈實的提案「在SNS中，和意氣相投的網友作朋友」，向桐乃推薦。桐乃選擇加入此社群，是因為害怕和年長的男性交朋友，而在這個社群的首頁中，有「邀請各位參加茶會」的標題，即使成員有男生偽裝混在裡面，也沒法參加茶會，因而覺得安心。
漂亮庭園
位於秋葉原的女僕咖啡廳，是「宅女集合」第一次網聚的地點。
ETERNAL BLUE
化妆品公司。旗下产品价格十分昂贵。
田村屋
田村家經營的和菓子店。參看「田村家」。
MEDIASCII WORKS
位於新宿的出版社。
手機i俱樂部
原作中登埸。
遊戲研究會
京介學校的課外活動之一。主要活動為製作同人遊戲。幽靈會員比較多。課室內，有所需的器材、軟體及專門的書籍。這些都是會長絃之介打工賺錢買下來的。

### 劇中動畫
星塵☆小魔女梅露露（Stardust☆Witch Meruru）
每逢星期四下午5時30分播放，兒童向的戰鬥系魔法少女動畫。故事講述小學4年級生赤星梅露（聲優：田村由香里）在柯梅特的慫恿下，成為守護地球的魔法少女，與來自可愛星星的敵對種族「魔星物」戰鬥，而梅露露是赤星梅露用魔法變身後的名字。在使用提升能力的魔法「EX模式」時，可以讓自己成長十幾歲，變成大人。DVD都是大人氣作品。本作中的故事開始時，正在播放第2季動畫。而在本作中，曾提及過愛知電視台也有播放此動畫，在日本國外也有此動畫的DVD發售。

「星塵☆小魔女梅露露」的主題歌。由梅露露的配音員——星野克拉拉主唱。（參看主題曲）
「星塵☆小魔女梅露露」第2季
在原作中，第2季動畫的名稱為「星塵☆小魔女梅露露2」，而在動畫版中，該動畫的名稱為。在第2季結尾時，梅露露變成宇宙最强的星塵小魔女。
「星塵☆小魔女梅露露」第3季
由第3季起，梅露露將以暗黑魔女登場，變成敵人。
MASCHERA 〜墮入凡間的魔獸的慟哭〜
每逢星期四下午5時30分播放，暗黑英雄推理類的動畫。被桐乃稱之為「梅露露的裡番組」。
JUSTEEN
動畫版第8、10、13話中登場的機器人類型動畫。
Little Sisters
在原作的第2年播放的電影。
女主角的配音是「星塵☆小魔女梅露露」中幫女同學配音的美衣子。
Little Witch

### 劇中遊戲
萌妹夢工場EX系列
艾莉絲+製作的成人遊戲系列。原本是Playstation 2的遊戲，移植到電腦遊戲之後就獨立，做成系列化的遊戲。桐乃、絃之介 喜歡的系列作品。
除下述的作品以外，本作中也有提及其他本系列作品的名稱：「超義妹」、「和妹妹玩耍吧♡」、「天元突破十二姊妹」、「最終兵器妹」、「3D人工妹妹」。
和妹妹遊戲吧♪
本系列作的第二作。
和妹妹談戀愛吧♪
本系列作的第四作，是正統派的冒險遊戲。
我怎麼可能會去偷哥哥的內褲呢！
在小說第4卷中，為最新系列作。與「3D人工妹妹」同時發售。
真妹大殲SISCALYPSE
艾莉絲+製作的成人遊戲之一。Sister+Apocalypse之意，簡稱「妹殲」。
妹×妹～妹控愛的故事～
艾莉絲+製作的成人遊戲之一。
CO2
同性戀社團活動
BL游戏。京介曾经因此误解为妹妹买这个游戏的好友赤城是男同性戀。
Scatolo＊Sisters
桐乃说“因为是自己喜欢的插画师的插画所以才买下来”，事实上是一个重口味游戏（黑猫称之为“暗黑物质”，但实际上桐乃也通过关）
Love Touch
外传广播剧中游戏。可以和女主角进行真正的交流，也可以把女主角帶在身上出门（京介和桐乃均因此游戏遭到绫瀬的误会，也是京介在第五卷中被绫濑拉黑的直接原因）。

### 登場人物的創作品

#### 桐乃的個人作品
桐乃的手機小說（標題不明）
為桐乃在手機i俱樂部投稿的手機小說。
妹空
原作中登場。是桐乃所作的手機小說。
妹空2
原作中登場，為《妹空》的續作。
妹☆星
動畫版中登場。為桐乃所寫的SF小說。
妹都市
動畫版、PSP遊戲中登場。

#### 黑貓的個人作品
Crystal Ball
「MASCHERA」的二次創作。

#### 遊戲研究會的作品
滅義怒羅怨
原作中登場，為絃之介製作的入社測試用的彈幕射擊遊戲。
REGARIA
動畫版中登場，取代原作「滅義怒羅怨」。
強欲迷宮
為了參加「Chaos Create」遊戲比賽，黑貓企劃、與瀨菜共同製作的遊戲。
友情之絆
遊戲研究會的企劃發表會中，瀨菜企劃的遊戲，為中世紀奇幻風格迷宮探險RPG（BL向）。

#### 社群的作品
神聖黑貓騎士團

## 創作
本作是描寫心中藏有不可告人之秘密的妹妹、與知道了那個秘密的哥哥之間相處關係的親情喜劇作品。對伏見司而言，長篇的喜劇作品是他第一次的挑戰。本作的內容有引用到御宅族文化的不少事物，所以常常出現實際存在於現實中的專有名詞。在每一集的書腰上有其他作品的登場人物推薦的文字。

### 背景設定

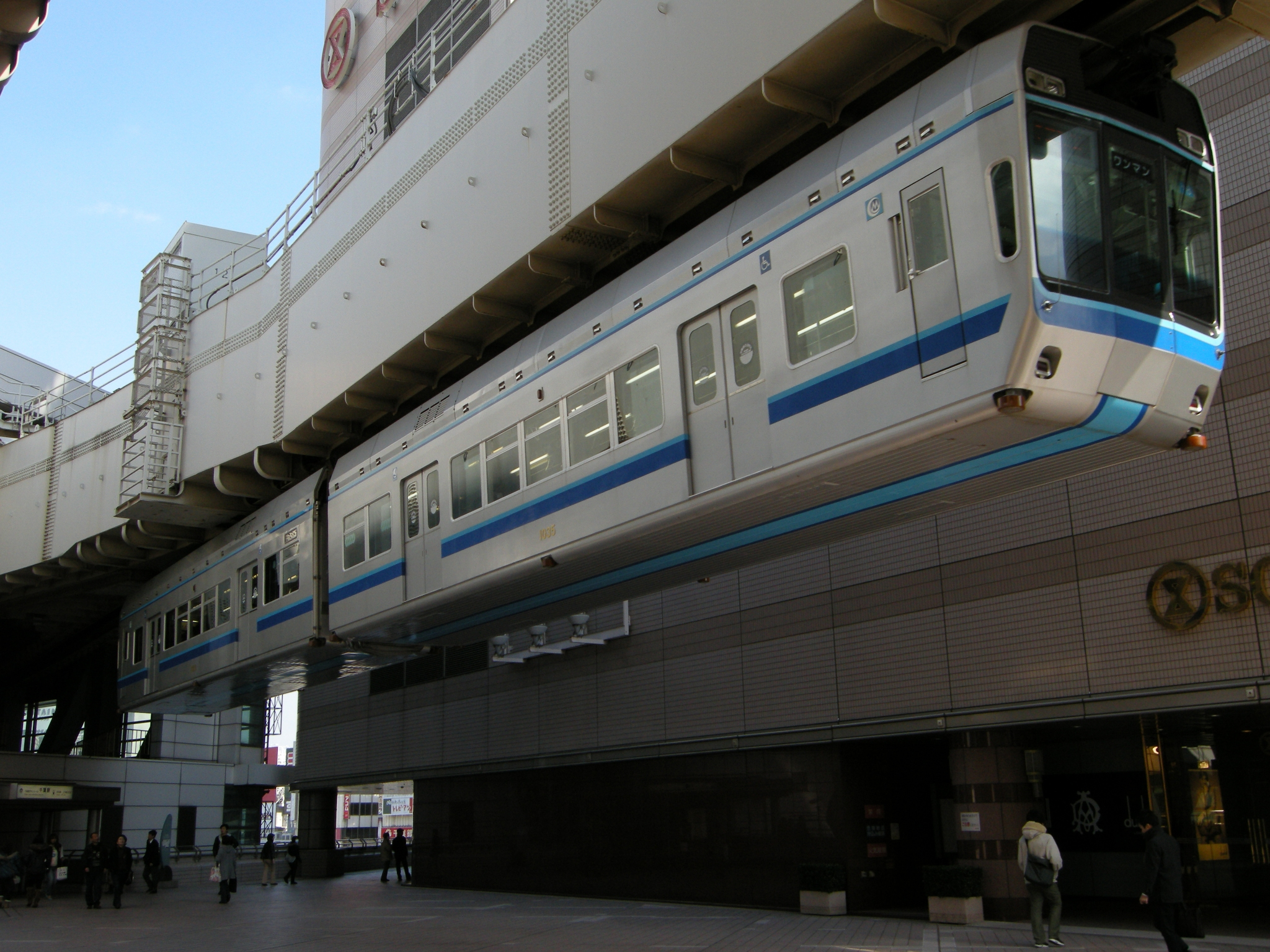
動畫中出現的千葉都市單軌電車在現實世界中的照片

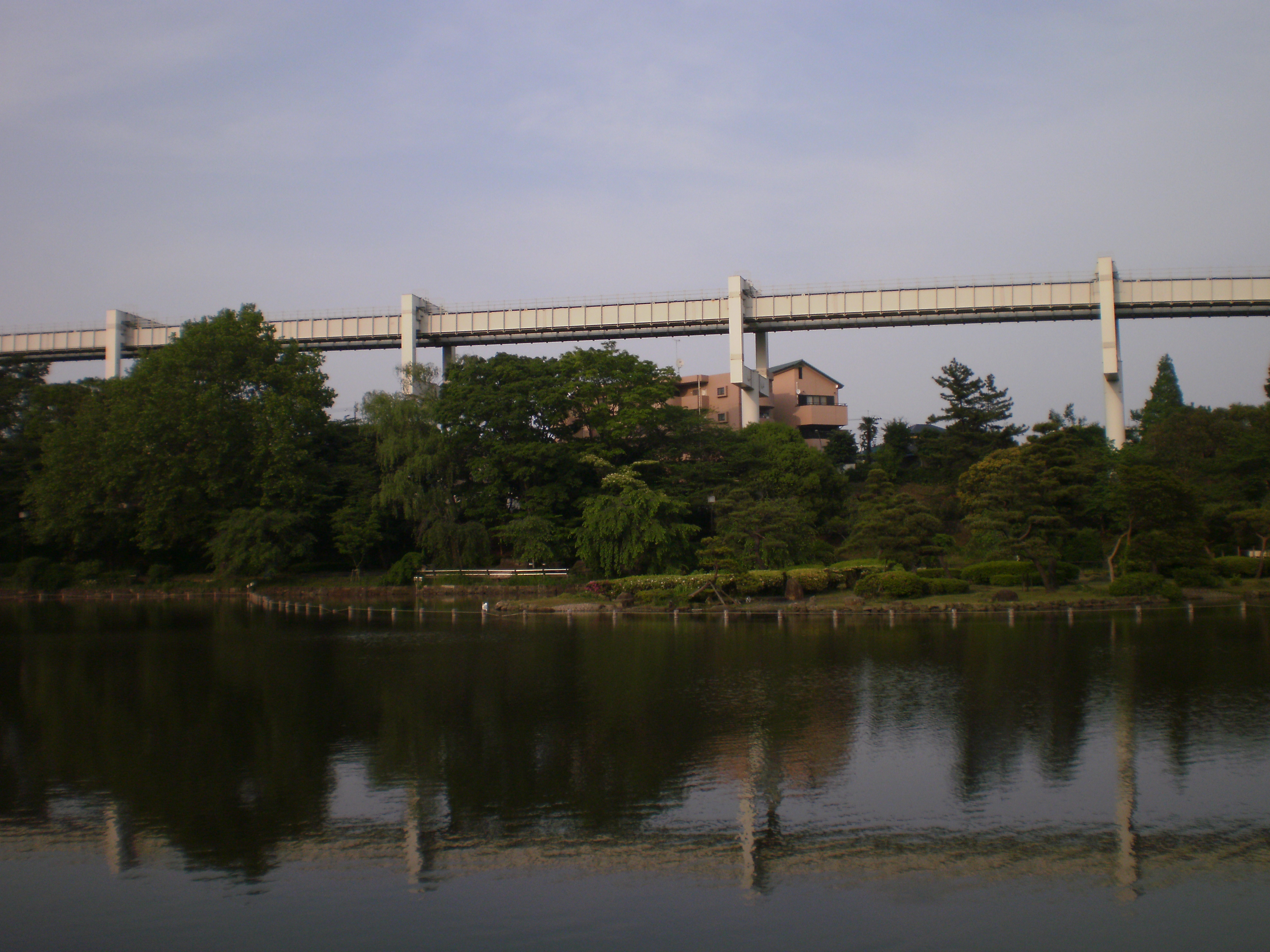
動畫中出現的中央公園在現實世界中的照片

故事主角高坂兄妹的家是在千葉縣。原作中，雖然沒有提及到他們家的所在市名，但卻有提及到以下內容：
- 由最近的車站去秋葉原需要1小時半[26]；
- 由最近的車站去東京國際展示場（經新木場站）要用2小時[27]；
- 徒步走15分鐘，便到達隔壁鎮的中央公園，是一個連觀光地圖都會提到的有名景點[28]。

而在動畫中，高坂家被設定在千葉縣千葉市的千葉站附近。動畫中有出現千葉都市單軌電車的高架橋、千葉站的車站大堂 等千葉站周邊景觀作為風景。

## 出版書籍

### 輕小說
日文版由電擊文庫（ASCII Media Works）出版，繁體中文版由台灣角川出版，簡體中文版由湖南美术出版社出版、天聞角川代理發行。
| 卷數     | ASCII Media Works | ASCII Media Works      | 台灣角川       | 台灣角川               | 天聞角川       | 天聞角川               |
| 卷數     | 發售日期          | ISBN                   | 發售日期       | ISBN                   | 發售日期       | ISBN                   |
| 初始篇   | 初始篇            | 初始篇                 | 初始篇         | 初始篇                 | 初始篇         | 初始篇                 |
| -------- | ----------------- | ---------------------- | -------------- | ---------------------- | -------------- | ---------------------- |
| 1        | 2008年8月10日     | ISBN 978-4-04-867180-4 | 2009年6月30日  | ISBN 978-986-237-137-4 | 2010年11月25日 | ISBN 978-7-5356-4051-2 |
| 2        | 2008年12月10日    | ISBN 978-4-04-867426-3 | 2009年9月18日  | ISBN 978-986-237-271-5 | 2011年1月20日  | ISBN 978-7-5356-4201-1 |
| 3        | 2009年4月10日     | ISBN 978-4-04-867758-5 | 2009年12月9日  | ISBN 978-986-237-411-5 | 2011年3月10日  | ISBN 978-7-5356-4301-8 |
| 4        | 2009年8月10日     | ISBN 978-4-04-867934-3 | 2010年3月13日  | ISBN 978-986-237-591-4 | 2011年5月5日   | ISBN 978-7-5356-4383-4 |
| 5        | 2010年1月10日     | ISBN 978-4-04-868271-8 | 2010年7月30日  | ISBN 978-986-237-770-3 | 2011年7月5日   | ISBN 978-7-5356-4503-6 |
| 6        | 2010年5月10日     | ISBN 978-4-04-868538-2 | 2010年10月15日 | ISBN 978-986-237-870-0 | 2011年9月5日   | ISBN 978-7-5356-4696-5 |
| 7        | 2010年11月10日    | ISBN 978-4-04-870052-8 | 2011年4月22日  | ISBN 978-986-287-071-6 | 2011年11月5日  | ISBN 978-7-5356-4797-9 |
| 8        | 2011年5月10日     | ISBN 978-4-04-870486-1 | 2011年10月19日 | ISBN 978-986-287-386-1 | 2012年3月20日  | ISBN 978-7-5356-5170-9 |
| 9        | 2011年9月10日     | ISBN 978-4-04-870813-5 | 2012年2月7日   | ISBN 978-986-287-523-0 | 2012年6月20日  | ISBN 978-7-5356-5373-4 |
| 10       | 2012年4月10日     | ISBN 978-4-04-886519-7 | 2012年10月19日 | ISBN 978-986-287-965-8 | 2012年12月20日 | ISBN 978-7-5356-5798-5 |
| 11       | 2012年9月10日     | ISBN 978-4-04-886887-7 | 2013年4月19日  | ISBN 978-986-325-301-3 | 2013年4月5日   | ISBN 978-7-5356-6118-0 |
| 12       | 2013年6月7日      | ISBN 978-4-04-891607-3 | 2013年12月21日 | ISBN 978-986-325-714-1 | 不適用         | 不適用                 |
| 綾瀨if   |                   |                        |                |                        |                |                        |
| 13       | 2019年8月10日     | ISBN 978-4-04-893285-1 | 2020年8月20日  | ISBN 978-957-743-922-2 | 不適用         | 不適用                 |
| 14       | 2020年6月10日     | ISBN 978-4-04-912896-3 | 2021年4月19日  | ISBN 978-986-524-336-4 | 不適用         | 不適用                 |
| 黑貓if   |                   |                        |                |                        |                |                        |
| 15       | 2020年9月10日     | ISBN 978-4-04-912896-3 | 2021年12月9日  | ISBN 978-626-321-040-0 | 不適用         | 不適用                 |
| 16       | 2021年3月10日     | ISBN 978-4-04-913436-0 | 2022年4月27日  | ISBN 978-626-321-340-1 | 不適用         | 不適用                 |
| 加奈子if |                   |                        |                |                        |                |                        |
| 17       | 2021年9月10日     | ISBN 978-4-04-913445-2 | 2022年9月19日  | ISBN 978-626-321-776-8 | 不適用         | 不適用                 |

### 漫畫版
我的妹妹哪有這麼可愛！
| 卷數 | ASCII Media Works | ASCII Media Works                             | 台灣角川      | 台灣角川               |
| 卷數 | 發售日期          | ISBN                                          | 發售日期      | ISBN                   |
| ---- | ----------------- | --------------------------------------------- | ------------- | ---------------------- |
| 1    | 2009年10月27日    | ISBN 978-4-04-868172-8                        | 2010年4月8日  | ISBN 978-986-237-637-9 |
| 2    | 2010年8月27日     | ISBN 978-4-04-868732-4                        | 2011年1月12日 | ISBN 978-986-237-981-3 |
| 3    | 2010年12月10日    | ISBN 978-4-04-870111-2 ISBN 978-4-04-870120-4 | 2011年6月11日 | ISBN 978-986-287-177-5 |
| 4    | 2011年4月27日     | ISBN 978-4-04-870480-9                        | 2011年11月5日 | ISBN 978-986-287-401-1 |

我的學妹哪有這麼可愛！
| 卷數 | ASCII Media Works | ASCII Media Works                             | 台灣角川       | 台灣角川               |
| 卷數 | 發售日期          | ISBN                                          | 發售日期       | ISBN                   |
| ---- | ----------------- | --------------------------------------------- | -------------- | ---------------------- |
| 1    | 2012年5月26日     | ISBN 978-4-04-886261-5 ISBN 978-4-04-886305-6 | 2012年10月19日 | ISBN 978-986-287-977-1 |
| 2    | 2012年10月27日    | ISBN 978-4-04-891033-0                        | 2014年1月15日  | ISBN 978-986-325-472-0 |
| 3    | 2013年6月27日     | ISBN 978-4-04-891692-9                        | 2014年6月6日   | ISBN 978-986-366-011-8 |
| 4    | 2014年1月27日     | ISBN 978-4-04-866331-1                        | 2014年11月26日 | ISBN 978-986-366-235-8 |
| 5    | 2014年9月27日     | ISBN 978-4-04-866852-1                        | 2015年6月6日   | ISBN 978-986-366-556-4 |
| 6    | 2015年7月27日     | ISBN 978-4-04-865267-4                        | 2016年3月11日  | ISBN 978-986-366-989-0 |

## 廣播劇CD
第1話
第2話
第3話

## 遊戲
我的妹妹哪有這麼可愛！攜帶版
PlayStation Portable的冒險遊戲，於2011年1月27日發售，由Namco Bandai Games發行。
我的萌妹夢工場EX 和妹妹談戀愛吧♪ 攜帶版
PlayStation Portable的養成遊戲，隨同上遊戲初回限定版「和『我的』妹妹談戀愛包」附送。
將原作桐乃喜愛的遊戲《萌妹夢工場EX》代入原作角色製作而成。
我的妹妹哪有這麼可愛！攜帶版哪有可能繼續
ULJS00490 同上遊戲的續作，CERO C，於2012年5月17日發售。
我的妹妹哪有這麼可愛！攜帶版哪有可能繼續(PSP The Best ver)（俺の妹がこんなに可愛いわけがない ポータブルが続くわけがない The Best）
ULJS19086 面對日本所發行的psp遊戲，CERO C。
我的妹妹哪有這麼可愛！Happy End（俺の妹がこんなに可愛いわけがない Happy End）
PS3平台，日本限定。BLJS10237，Cero C。根據官方資料此遊戲為補滿小說的遺憾。
我的妹妹·真妹大殲SISCALYPSE
Yahoo! Mobage推出的對戰網頁遊戲。將原作中熱門的3D格鬥遊戲《真妹大殲SISCALYPSE》具現化為2D養成遊戲。

## 評價
於秋葉原數家書店發售之初曾數度斷貨，初版已超過一萬本。在日本，小說的累積發行量截至2010年5月10日已經超過120萬本，而截至2013年6月7日更已經超過500萬本。
2015年榮獲SUGOI JAPAN Award輕小說部門第10名。

## 腳註

### 來源
1. ↑  . ASCII Media Works.   [2013年11月21日]. （原始内容存档于2012年4月19日） （日语）.
2. ↑  . ASCII Media Works.   [2013年11月21日]. （原始内容存档于2012年5月2日） （日语）.
3. 1 2 3  小說第4卷，214-216頁。
4. 1 2  小說第2卷，247頁。
5. 1 2  小說第1卷，130-131頁。
6. ↑  小說第5卷，90-91頁。
7. ↑  小說第5卷，92-93頁。
8. 1 2 3  小說第3卷，69-70頁。
9. ↑  小說第4卷，40頁。
10. ↑  小說第4卷，43頁。
11. ↑  小說第3卷，55頁。
12. ↑  動畫第1話，14分53秒。
13. ↑  小說第1卷，225頁。
14. ↑  動畫第3話，12分4秒。
15. 1 2  小說第6卷，50頁。
16. ↑  小說第7卷、38-40頁。
17. 1 2  小說第1卷，57頁。
18. 1 2 3 4 5  小說第1卷，58頁。
19. ↑  小說第4卷，249頁。
20. ↑  小說第2卷，12頁。
21. ↑  小說第5卷、54-56頁。
22. 1 2  小說第5卷、第3章。
23. ↑  在日版每一集的書腰上，寫推薦文的作品角色和其作品如下：
  - 乃木坂春香（《乃木坂春香的秘密》）
    - 朝倉音夢（《初音島》）
    - 立夏（《Baby Princess》） - 由於日文版第一集和本作的日文版第三集是同一天發售，所以一起做了合作集的活動
24. ↑  小說第3卷，154頁。
25. ↑  小說第6卷後記，287-289頁．
26. ↑  小說第1卷，141頁。
27. ↑  小說第2卷，181頁。
28. ↑  小說第1卷，192-194頁。
29. 1 2  田村理.  . 千葉日報 (千葉日報社). 2010年10月24日: 13面.
30. ↑  動畫第4話、7分42秒。
31. ↑  Osan. . . 千葉都市單軌電車. 2010年10月12日  [2010-10-17]. （原始内容存档于2020-04-03）.
32. ↑  動畫第3話、11分14秒。牌子上寫著「千葉駅」。
33. ↑  . KADOKAWA.   [2023-02-01]. （原始内容存档于2023-02-15） （日语）.
34. ↑  . 台灣角川.   [2023-01-31]. （原始内容存档于2023-01-31） （中文（臺灣））.
35. ↑  . 天闻角川. 2010-11-17  [2011-07-27]. （原始内容存档于2020-10-26） （中文（中国大陆））.
36. ↑  . 天闻角川. 2010-11-19  [2011-07-27]. （原始内容存档于2020-10-26） （中文（中国大陆））.
37. ↑  . KADOKAWA.   [2023-02-01]. （原始内容存档于2022-08-18） （日语）.
38. ↑  . 台灣角川.   [2023-02-01]. （原始内容存档于2023-02-01） （中文（臺灣））.
39. ↑  . 天闻角川. 2011-01-17  [2011-07-27]. （原始内容存档于2020-10-26） （中文（中国大陆））.
40. ↑  . KADOKAWA.   [2023-02-01]. （原始内容存档于2022-08-10） （日语）.
41. ↑  . 台灣角川.   [2023-02-01]. （原始内容存档于2023-02-01） （中文（臺灣））.
42. ↑  . 天闻角川. 2011-02-17  [2011-07-27]. （原始内容存档于2020-10-26） （中文（中国大陆））.
43. ↑  . KADOKAWA.   [2023-02-01]. （原始内容存档于2022-08-10） （日语）.
44. ↑  . 台灣角川.   [2023-02-01]. （原始内容存档于2023-02-01） （中文（臺灣））.
45. ↑  . 天闻角川. 2011-03-30  [2011-07-27]. （原始内容存档于2020-10-26） （中文（中国大陆））.
46. ↑  . KADOKAWA.   [2023-02-01]. （原始内容存档于2022-08-10） （日语）.
47. ↑  . 台灣角川.   [2023-02-01]. （原始内容存档于2023-02-01） （中文（臺灣））.
48. ↑  . 天闻角川. 2011-06-30  [2011-07-27]. （原始内容存档于2020-10-26） （中文（中国大陆））.
49. ↑  . KADOKAWA.   [2023-02-01]. （原始内容存档于2022-08-10） （日语）.
50. ↑  . 台灣角川.   [2023-02-01]. （原始内容存档于2023-02-01） （中文（臺灣））.
51. ↑  . 天闻角川. 2011-08-05  [2011-08-08]. （原始内容存档于2020-10-26） （中文（中国大陆））.
52. ↑  . KADOKAWA.   [2023-02-01]. （原始内容存档于2022-08-10） （日语）.
53. ↑  . 台灣角川.   [2023-02-01]. （原始内容存档于2023-02-01） （中文（臺灣））.
54. ↑  . 天闻角川. 2011-09-27  [2011-10-09]. （原始内容存档于2020-10-26） （中文（中国大陆））.
55. ↑  . KADOKAWA.   [2023-02-01]. （原始内容存档于2022-08-18） （日语）.
56. ↑  . 台灣角川.   [2023-02-01]. （原始内容存档于2023-02-01） （中文（臺灣））.
57. ↑  . 天闻角川. 2012-02-17  [2012-03-04]. （原始内容存档于2020-10-26） （中文（中国大陆））.
58. ↑  . KADOKAWA.   [2023-02-01]. （原始内容存档于2022-08-10） （日语）.
59. ↑  . 台灣角川.   [2023-02-01]. （原始内容存档于2023-02-01） （中文（臺灣））.
60. ↑  . 天闻角川. 2012-05-19  [2012-06-15]. （原始内容存档于2020-10-26） （中文（中国大陆））.
61. ↑  . KADOKAWA.   [2023-02-01]. （原始内容存档于2022-08-18） （日语）.
62. ↑  . 台灣角川.   [2023-02-01]. （原始内容存档于2023-02-01） （中文（臺灣））.
63. ↑  . 天闻角川. 2012-11-21  [2012-12-09]. （原始内容存档于2020-10-26） （中文（中国大陆））.
64. ↑  . KADOKAWA.   [2023-02-01]. （原始内容存档于2022-08-10） （日语）.
65. ↑  . 台灣角川.   [2023-02-01]. （原始内容存档于2023-02-01） （中文（臺灣））.
66. ↑  . 天闻角川. 2013-03-22  [2013-05-21]. （原始内容存档于2020-10-26） （中文（中国大陆））.
67. ↑  . KADOKAWA.   [2023-02-01]. （原始内容存档于2022-08-10） （日语）.
68. ↑  . 台灣角川.   [2023-02-01]. （原始内容存档于2023-02-01） （中文（臺灣））.
69. ↑  . KADOKAWA.   [2023-02-01]. （原始内容存档于2022-12-11） （日语）.
70. ↑  . 台灣角川.   [2023-02-01]. （原始内容存档于2023-02-01） （中文（臺灣））.
71. ↑  . KADOKAWA.   [2023-02-01]. （原始内容存档于2022-08-14） （日语）.
72. ↑  . 台灣角川.   [2023-02-01]. （原始内容存档于2023-02-01） （中文（臺灣））.
73. ↑  . KADOKAWA.   [2023-02-01]. （原始内容存档于2023-02-16） （日语）.
74. ↑  . 台灣角川.   [2023-02-01]. （原始内容存档于2023-02-01） （中文（臺灣））.
75. ↑  . KADOKAWA.   [2023-02-01]. （原始内容存档于2022-08-19） （日语）.
76. ↑  . 台灣角川.   [2023-02-01]. （原始内容存档于2023-02-01） （中文（臺灣））.
77. ↑  . KADOKAWA.   [2023-02-01]. （原始内容存档于2022-08-07） （日语）.
78. ↑  . 台灣角川.   [2023-01-31]. （原始内容存档于2023-01-31） （中文（臺灣））.
79. 1 2  初回限定版
80. ↑  . .   [2011-01-30]. （原始内容存档于2013-05-26） （日语）.
81. ↑  . .   [2011-01-30]. （原始内容存档于2013-07-15） （日语）.
82. ↑  . . .   [2010-11-09]. （原始内容 (SWF)存档于2010-10-05） （日语）.
83. ↑  . . GameSpot Japan. . 2011-01-21  [2011-01-25]. （原始内容存档于2011-04-30） （日语）.
84. ↑  . . 2008年9月7日  [2008年9月7日]. （原始内容存档于2020年4月3日） （日语）.
85. ↑   (PDF) (新闻稿). . 2010年5月13日  [2010-07-13]. （原始内容存档 (PDF)于2018-10-02） （日语）.
86. ↑   (PDF). ASCII MEDIA WORKS. 2013年6月7日  [2014年4月27日]. （原始内容存档 (PDF)于2013年10月5日） （日语）.
87. ↑  . ORICON STYLE. ORICON. 2015年3月12日  [2015年3月25日]. （原始内容存档于2015年3月27日） （日语）.
88. ↑  . SUGOI JAPAN.   [2015年3月25日]. （原始内容存档于2015年3月23日） （日语）.

## 外部連結
- 電撃文庫《我的妹妹哪有這麼可愛！》原作官方網站 （页面存档备份，存于）  - 電撃文庫的官方網站（日語）
  - きりりん的X（前Twitter）
  - 黒猫的X（前Twitter）
- LUNAR LIGHT BLOG （页面存档备份，存于） - 作者的BLOG
- tabgraphics_blog （页面存档备份，存于） - 插畫家神崎廣的BLOG